# Up (bài hát của Cardi B)
"Up" là một bài hát của nữ rapper người Mỹ, Cardi B. Bài hát được hãng Atlantic Records phát hành vào ngày 5/2/2021, là đĩa đơn thứ hai từ album phòng thu thứ hai sắp ra mắt của nữ ca sĩ. Ca khúc do Cardi B sáng tác, cùng với các nhạc sĩ Edis Selmani, Jordan Thorpe, Joshua Baker, DJ SwanQo và Sean Island. Bài hát đạt hạng 2 trên bảng xếp hạng Billboard Hot 100 trong tuần đầu tiên

## Bối cảnh sản xuất
Ngày 31 tháng 1 năm 2021, nữ rapper đăng thông tin cho biết sẽ có một thông báo bất ngờ vào ngay hôm sau. Ngày 1 tháng 2, cô chia sẻ tên đĩa đơn "Up" và ảnh bìa của nó trên các trang mạng xã hội. Ngày 5 tháng 2, cô phát hành đĩa đơn, kèm theo video ca nhạc trên YouTube.

## Ghi danh
- Cardi B – hát, sáng tác
- DJ SwanQo – sáng tác, sản xuất
- Sean Island – sáng tác, sản xuất
- Yung Dza – sản xuất
- Edis Selmani – sáng tác
- Jordan Thorpe – sáng tác
- Joshua Baker – sáng tác
- Evan LaRay – xử lý kỹ thuật
- Colin Leonard – điều chỉnh (master)
- Leslie Brathwaite – mix